# 임세혁
임세혁(任世赫, 1973년 3월 20일~ )은 대전MBC 아나운서이다.

## 이력

### 주요 이력
2000년 4월에서부터 2017년 12월까지 대전MBC 아나운서 보직을 맡다가 2018년 5월 14일을 기하여 현재에까지 대전MBC 경영기술국 예하 부국장대우 겸 경영심의부장 직책을 맡고 있다. 2022년에서부터  대전MBC 아나운서 복귀 보직을 맡았다.

### 학력
- 1986년 대전옥계국민학교 졸업
- 1989년 대전동명중학교 졸업
- 1992년 대전고등학교 졸업
- 1996년 연세대학교 사회학과 학사

### 주요 경력
- 1998년 예비역 대한민국 육군 중위 전역(1998년 6월).
- 1999년 춘천MBC 아나운서(1999년 5월 ~ 2000년 4월).
- 대전MBC 아나운서(2000년 4월 ~현재).
- MBC 뉴스투데이 대전·세종·충남 앵커(2004년부터 2017년까지, 2022년부터 2023년 초반까지).
- 한화 이글스 홈경기 야구중계 캐스터
- FM 모닝쇼 프로듀서

## 현재 진행 프로그램
- MBC 뉴스투데이 대전 세종 충남
- 오늘 M

## 같이 보기
- 김경섭
- 남유식